# Jean-Claude Périsset
Jean-Claude Périsset (Estavayer-le-Lac, 13 aprile 1939) è un arcivescovo cattolico svizzero, dal 21 settembre 2013 nunzio apostolico emerito in Germania.

## Biografia
Jean-Claude Périsset è nato il 13 aprile 1939 ad Estavayer-le-Lac, in seno ad una famiglia svizzera profondamente cattolica; ha studiato teologia all'Università di Friburgo (Svizzera), diritto canonico alla Pontificia Università Gregoriana e quindi presso la Pontificia Accademia Ecclesiastica.
Il 28 giugno 1964 è stato ordinato sacerdote ed ha ricoperto vari incarichi di nunziatura.
Il 16 novembre 1996 è stato nominato vescovo titolare di Accia e segretario aggiunto del Pontificio consiglio per la promozione dell'unità dei cristiani; il 6 gennaio 1997 è stato ordinato vescovo.
Nel 1998 è stato nominato nunzio apostolico in Romania e nel 2003 nunzio apostolico in Moldavia; dal 15 ottobre 2007 al 21 settembre 2013 ha ricoperto la medesima carica in Germania, dove ha siglato accordi con i lander e modifiche nei concordati vigenti con la Chiesa cattolica. Dal 12 novembre 1998 è arcivescovo titolare di Giustiniana Prima ed è cavaliere dell'Ordine equestre del Santo Sepolcro di Gerusalemme. Tra le principali caratteristiche della sua attività viene segnalato l'impegno ecumenico. Il 21 settembre 2013 ha terminato il suo incarico di nunzio apostolico in Germania.

## Genealogia episcopale e successione apostolica
La genealogia episcopale è:
- Cardinale Scipione Rebiba
- Cardinale Giulio Antonio Santori
- Cardinale Girolamo Bernerio, O.P.
- Arcivescovo Galeazzo Sanvitale
- Cardinale Ludovico Ludovisi
- Cardinale Luigi Caetani
- Cardinale Ulderico Carpegna
- Cardinale Paluzzo Paluzzi Altieri Degli Albertoni
- Papa Benedetto XIII
- Papa Benedetto XIV
- Papa Clemente XIII
- Cardinale Enrico Benedetto Stuart
- Papa Leone XII
- Cardinale Chiarissimo Falconieri Mellini
- Cardinale Camillo Di Pietro
- Cardinale Mieczysław Halka Ledóchowski
- Cardinale Jan Maurycy Paweł Puzyna de Kosielsko
- Arcivescovo Józef Bilczewski
- Arcivescovo Bolesław Twardowski
- Arcivescovo Eugeniusz Baziak
- Papa Giovanni Paolo II
- Arcivescovo Jean-Claude Périsset

La successione apostolica è:
- Vescovo Martin Roos (1999)